# Homalanthus acuminatus
Homalanthus acuminatus är en törelväxtart som först beskrevs av Johannes Müller Argoviensis, och fick sitt nu gällande namn av Ferdinand Albin Pax. Homalanthus acuminatus ingår i släktet Homalanthus och familjen törelväxter. Inga underarter finns listade i Catalogue of Life.